# 第58回ベルリン国際映画祭
第58回ベルリン国際映画祭は、2008年2月7日から17日まで開催され、400本以上の作品が上映された。

## 概要
コンペティション部門には長編21本が出品された。オープニングは2006年に行われたローリング・ストーンズのチャリティコンサートを追ったマーティン・スコセッシのドキュメンタリー映画『シャイン・ア・ライト』。また、マドンナが監督デビュー作となる『Filth and Wisdom』をパノラマ部門に出品した。他にもパティ・スミス等のドキュメンタリー作品が上映され、音楽色の濃い映画祭となった。
金熊賞は、麻薬組織と戦う警察特殊部隊を描いたブラジル映画『エリート・スクワッド』が受賞した。また、審査員グランプリを受賞したエロール・モリスの『Standard Operating Procedure』はアブグレイブ刑務所で起きた虐待事件を追ったドキュメンタリー映画で、ドキュメンタリー作品の受賞は稀であるため話題となった。

## 日本映画
日本映画では、コンペティション部門に山田洋次の『母べえ』がノミネートされたが、受賞はならなかった。
また、フォーラム部門では熊坂出の『パーク アンド ラブホテル』、廣末哲万の『ひぐらし』、高橋泉の『すんでひらいて』、若松孝二の『ゆけゆけ二度目の処女』、『天使の恍惚』、『壁の中の秘事』、『実録・連合赤軍』が、パノラマ部門では今泉浩一の『初戀 Hatsu-Koi』、荻上直子の『めがね』などが上映された。熊坂出は最優秀新人作品賞を、若松孝二は『実録・連合赤軍』で最優秀アジア映画賞ならびに国際芸術映画評論連盟賞を、荻上直子はザルツゲーバー賞を受賞した。

## 受賞
- 金熊賞：『エリート・スクワッド』：ジョゼ・パジーリャ
- 銀熊賞
  - 審査員グランプリ：『Standard Operating Procedure』：エロール・モリス
  - 監督賞：ポール・トーマス・アンダーソン（『ゼア・ウィル・ビー・ブラッド』）
  - 男優賞：レザ・ナジエ（『Avaze gonjeshk-ha』）
  - 女優賞：サリー・ホーキンス（『ハッピー・ゴー・ラッキー』）
  - 脚本賞：ワン・シャオシュアイ（『我らが愛にゆれる時』）
  - 芸術貢献賞：ジョニー・グリーンウッド（『ゼア・ウィル・ビー・ブラッド』）

## 上映作品

### コンペティション部門
長編映画のみ記載。アルファベット順。邦題がついていない場合は原題の下に英題。
| 題名 原題                                              | 監督                               | 製作国                                    |
| ------------------------------------------------------ | ---------------------------------- | ----------------------------------------- |
| すずめの唄 Avaze gonjeshk-ha ( w:The Song of Sparrows) | マジッド・マシディ                 | イラン                                    |
| Ballast                                                | ランス・ハマー                     | アメリカ合衆国                            |
| アバンチュールはパリで 밤과 낮                         | ホン・サンス                       | 韓国                                      |
| Caos calmo (Quiet Chaos)                               | アントニオ・ルイージ・グリマルディ | イタリア イギリス                         |
| エレジー Elegy                                         | イザベル・コイシェ                 | アメリカ合衆国                            |
| Feuerherz (Heart of Fire)                              | ルイジ・ファロルニ                 | ドイツ イタリア · オーストリア フランス   |
| w:Gardens of the Night                                 | ダミアン・ハリス                   | アメリカ合衆国                            |
| ハッピー・ゴー・ラッキー Happy-Go-Lucky                | マイク・リー                       | イギリス                                  |
| ずっとあなたを愛してる Il y a longtemps que je t'aime  | フィリップ・クローデル             | フランス ドイツ                           |
| Julia                                                  | エリック・ゾンカ                   | フランス アメリカ合衆国 メキシコ ベルギー |
| 母べえ                                                 | 山田洋次                           | 日本                                      |
| HANAMI Kirschblüten - Hanami                           | ドーリス・デリエ                   | ドイツ                                    |
| Lady Jane                                              | ロベール・ゲディギャン             | フランス                                  |
| レイク・タホ Lake Tahoe                                | フェルナンド・エインビッケ         | メキシコ 日本 アメリカ合衆国              |
| スリ 文雀 Man jeuk                                     | ジョニー・トー                     | 香港                                      |
| Musta jää (Black Ice)                                  | ペトリ・コトヴィカ                 | フィンランド ドイツ                       |
| Restless                                               | アモス・コレック                   | イスラエル フランス ドイツ 他             |
| Standard Operating Procedure                           | エロール・モリス                   | アメリカ合衆国                            |
| ゼア・ウィル・ビー・ブラッド There Will be Blood       | ポール・トーマス・アンダーソン     | アメリカ合衆国                            |
| エリート・スクワッド Tropa de Elite                    | ジョゼ・パジーリャ                 | ブラジル オランダ アメリカ合衆国          |
| 我らが愛にゆれる時 左右 (w:In Love We Trust)           | ワン・シャオシュアイ               | 中国                                      |

### コンペティション外
- 『僕らのミライへ逆回転』：ミシェル・ゴンドリー （ アメリカ合衆国）
- 『しあわせの帰る場所』：デニス・リー（ アメリカ合衆国）
- 『カティンの森』：アンジェイ・ワイダ（ ポーランド）
- 『ブーリン家の姉妹』：ジャスティン・チャドウィック（ アメリカ合衆国 イギリス）
- 『ザ・ローリング・ストーンズ シャイン・ア・ライト』：マーティン・スコセッシ （ アメリカ合衆国）

## 審査員
- コスタ＝ガヴラス ( フランス/監督)
- ウーリー・ハニッシュ ( ドイツ/プロダクションデザイナー)
- ダイアン・クルーガー ( ドイツ/女優)
- ウォルター・マーチ ( アメリカ合衆国/映画編集・音響技術)
- アレクサンデル・ロジニャンスキー ( ウクライナ/プロデューサー)
- スー・チー ( 台湾/女優)

サンドリーヌ・ボネールとスザンネ・ビアは直前に辞退。